# Ahigal de Villarino

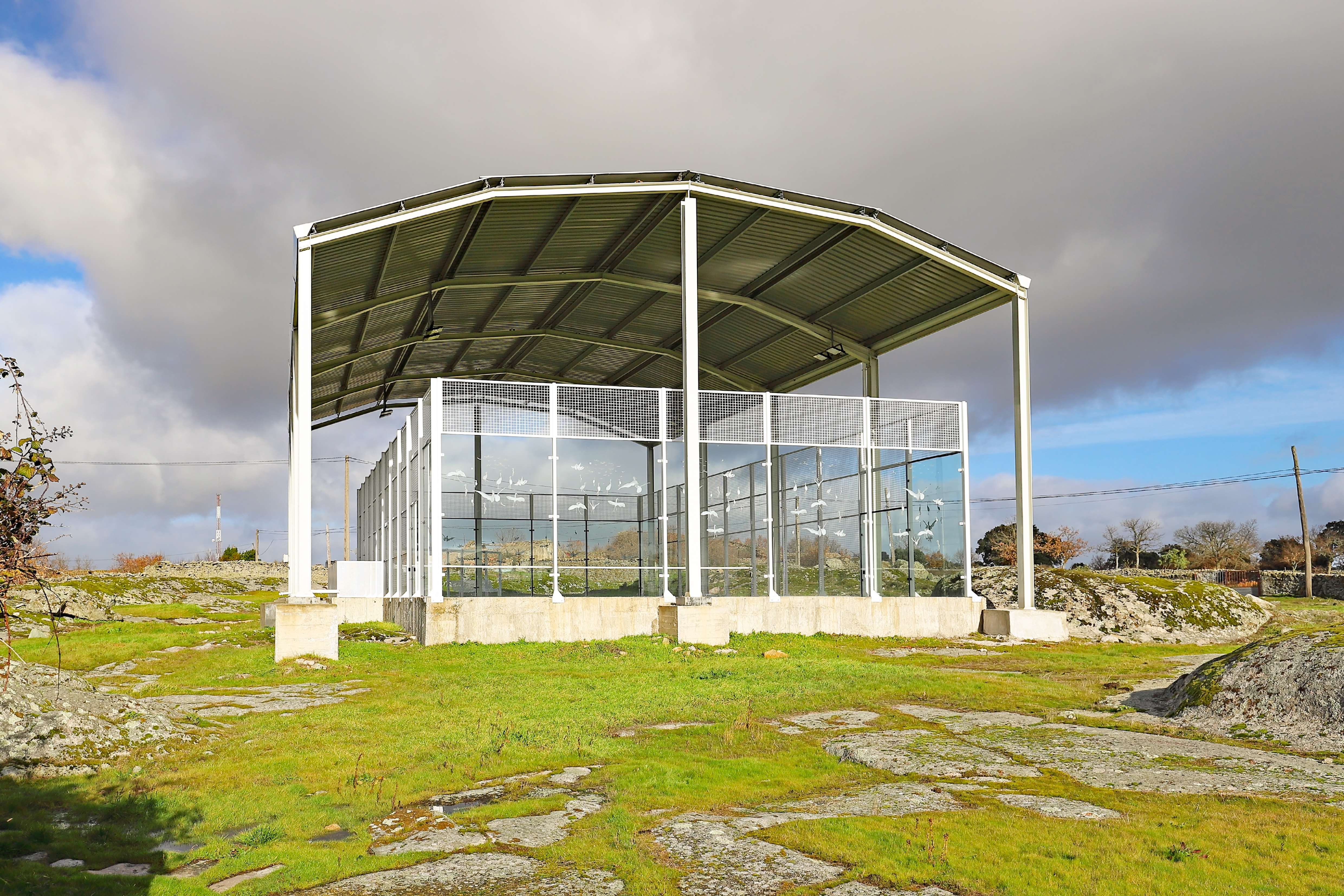
Pabellón deportivo

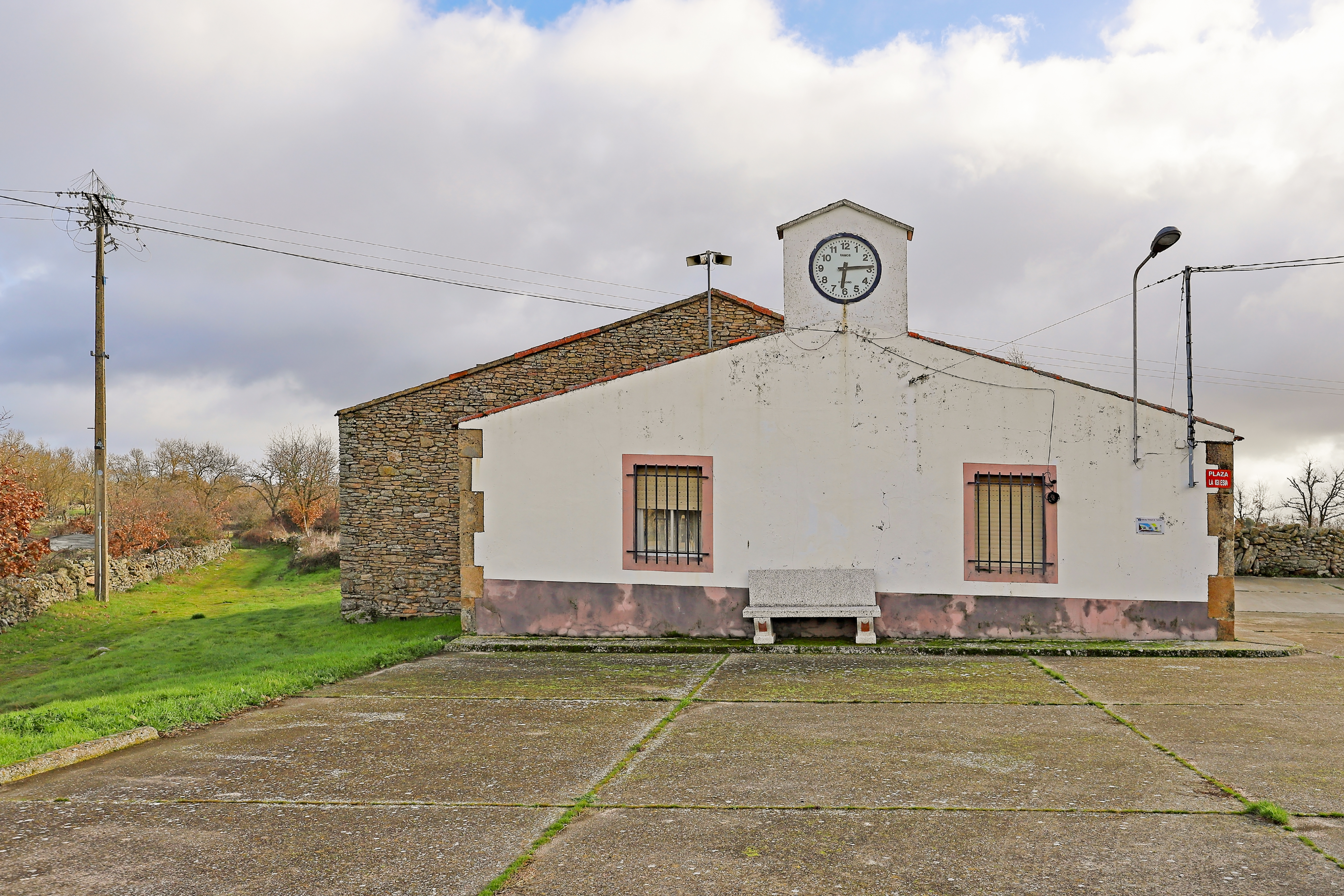
Casa consistorial

Ahigal de Villarino es un municipio y localidad española de la provincia de Salamanca, en la comunidad autónoma de Castilla y León. Se integra dentro de la comarca de Vitigudino y la subcomarca de La Ramajería. Pertenece al partido judicial de Vitigudino.
Su término municipal está formado por un solo núcleo de población, ocupa una superficie total de 24,11 km² y según los datos demográficos recogidos en el padrón municipal elaborado por el INE en el año 2017, cuenta con 35 habitantes y una densidad de 1,45 hab./km².

## Toponimia
El origen de la serie de nombres de lugar Ahigal es un topónimo vegetal procedente de la lengua leonesa, en la que 'la higuera' es denominada 'la figal'. En el caso del presente pueblo, aparece citado como Figal en 1265, y luego La Higal en numerosos documentos a partir del siglo XVII. Figal vive como apelativo en Asturias: la figal es la higuera; se conservan abundantes formas La Figar, La Figal o Figares en la toponimia asturiana. Como en latín fīcus, se mantiene el género femenino del nombre de árbol. Así ocurre, sistemáticamente, en la diplomática medieval leonesa: “illa pariete tota integra que es contra illa figal” (Zamora, 1178). El topn. Las Figalles cerca de Toro (Zamora) es citado en 1463. En forma diminutiva, La Figalina, en Fermoselle. En la evolución desde La Figal a [El] Ahigal se ha producido una segmentación errónea del artículo. Cuando previamente se ha producido la masculinización del nombre del árbol, la evolución es diferente: así en el caso del topn. menor Ligar o Higar, en Andavías (Zamora), documentado como La Figal en el siglo XV.

## Historia
La fundación de Ahigal de Villarino se remonta a la repoblación efectuada por los reyes de León en la Edad Media, quedando integrado en la jurisdicción de Ledesma, dentro del Reino de León, denominándose entonces La Figal. Posteriormente, con la reordenación de la jurisdicción ledesmina en rodas, Ahigal integró la Roda de Villarino, pertenencia a la que se debería la segunda parte del nombre de la localidad. Con la creación de las actuales provincias en 1833, Ahigal de Villarino quedó encuadrado en la provincia de Salamanca, dentro de la Región Leonesa. Mediado el siglo XIX aún se conservaba en la localidad un palacio perteneciente a los condes de Ledesma.

## Demografía
Ahigal de Villarino cuenta con una población de 31 habitantes (INE 2024).
| Gráfica de evolución demográfica de Ahigal de Villarino entre 1842 y 2021                                                                                   |
| |
| Población de derecho según los censos de población del INE Población de hecho según los censos de población del INEEn este censo se denominaba Ahigal: 1842 |

Según el Instituto Nacional de Estadística, Ahigal de Villarino tenía, a 1 de enero de 2021, una población total de 24 habitantes, de los cuales 14 eran hombres y 10 mujeres. Respecto al año 2000, el censo reflejaba 44 habitantes, de los cuales 21 eran hombres y 23 mujeres. Por lo tanto, la pérdida de población en el municipio para el periodo 2000-2021 ha sido de 20 habitantes, un 45% de descenso.

## Administración y política

### Gobierno municipal
| Periodo   | Nombre                  | Partido | Partido                           |
| --------- | ----------------------- | ------- | --------------------------------- |
| 1979-1983 | Horacio Benito Conde    |         | Unión de Centro Democrático (UCD) |
| 1983-1987 | Ernesto Santiago Rivero |         | Alianza Popular (AP)              |
| 1987-1991 | Ernesto Santiago Rivero |         | Centro Democrático y Social (CDS) |
| 1991-1999 | Ernesto Santiago Rivero |         | Partido Popular (PP)              |
| 1999-2023 | Ángel Herrero Rodríguez |         | Partido Popular (PP)              |

| Partido político                         | 2023  | 2023  | 2023       | 2019  | 2019  | 2019       | 2015  | 2015  | 2015       | 2011  | 2011  | 2011       | 2007  | 2007  | 2007       | 2003  | 2003  | 2003       |
| Partido político                         | %     | Votos | Concejales | %     | Votos | Concejales | %     | Votos | Concejales | %     | Votos | Concejales | %     | Votos | Concejales | %     | Votos | Concejales |
| Partido Popular (PP)                     | 50,00 | 9     | 3          | 82,35 | 14    | 3          | 63,16 | 12    | 2          | 72,22 | 13    | 3          | 96,15 | 25    | 1          | 90,91 | 20    | 1          |
| Partido Socialista Obrero Español (PSOE) | 5,56  | 1     | 0          | —     | —     | —          | 36,76 | 2     | 1          | —     | —     | —          | —     | —     | —          | —     | —     | —          |

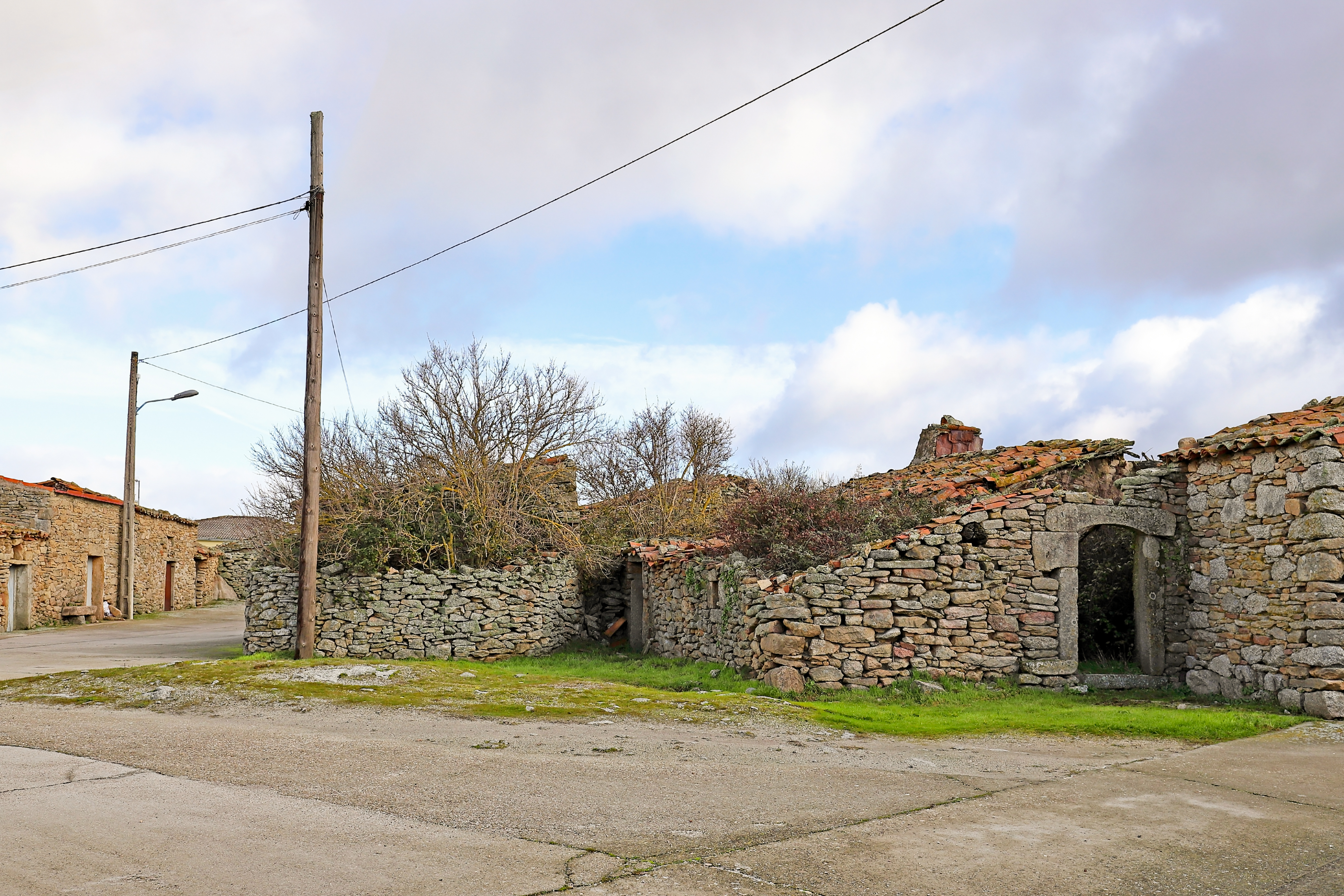
Casas tradicionales abandonadas

El alcalde de Ahigal de Villarino no recibe ningún tipo de prestación económica por su trabajo al frente del Ayuntamiento (2017).

#### Evolución de la deuda viva municipal
El concepto de deuda viva contempla solo las deudas con cajas y bancos relativas a créditos financieros, valores de renta fija y préstamos o créditos transferidos a terceros, excluyéndose, por tanto, la deuda comercial.
Entre los años 2008 a 2014 este ayuntamiento no ha tenido deuda viva.

### Elecciones autonómicas
| Partido político                         | 2019  | 2019 | 2015  | 2015  | 2011  | 2011 | 2007  | 2007 | 2003  | 2003 | 1999  | 1999 | 1991  | 1991 | 1987  | 1987 | 1983  | 1983 |
| Partido político                         | Votos | %    | Votos | %     | Votos | %    | Votos | %    | Votos | %    | Votos | %    | Votos | %    | Votos | %    | Votos | %    |
| Partido Popular (PP)                     | —     | —    | 12    | 63,16 | —     | —    | —     | —    | —     | —    | —     | —    | —     | —    | —     | —    | —     | —    |
| Partido Socialista Obrero Español (PSOE) | —     | —    | 3     | 15,79 | —     | —    | —     | —    | —     | —    | —     | —    | —     | —    | —     | —    | —     | —    |
| Podemos                                  | —     | —    | 2     | 10,53 | —     | —    | —     | —    | —     | —    | —     | —    | —     | —    | —     | —    | —     | —    |
| Unión Progreso y Democracia (UPyD)       | —     | —    | 1     | 5,26  | —     | —    | —     | —    | —     | —    | —     | —    | —     | —    | —     | —    | —     | —    |
| Ciudadanos (Cs)                          | —     | —    | 1     | 5,26  | —     | —    | —     | —    | —     | —    | —     | —    | —     | —    | —     | —    | —     | —    |

## Monumentos y lugares de interés
- Iglesia parroquial de Nuestra Señora de la Asunción